# Jan Tinbergen
Jan Tinbergen (Haia, 12 de abril de 1903 — Haia, 9 de junho de 1994) foi um economista holandês que recebeu o primeiro Prémio de Ciências Económicas em Memória de Alfred Nobel em 1969, que compartilhou com Ragnar Frisch por ter desenvolvido e aplicado modelos dinâmicos para a análise dos processos econômicos. É amplamente considerado um dos economistas mais influentes do século XX e um dos fundadores da econometria. Tem-se argumentado que o desenvolvimento dos primeiros modelos macroeconométricos, a solução do problema de identificação e a compreensão dos modelos dinâmicos são seus três legados mais importantes para a econometria. Tinbergen foi um curador fundador da Economists for Peace and Security. Em 1945, ele fundou o Bureau for Economic Policy Analysis (CPB) e foi o primeiro diretor da agência.

## Trabalho

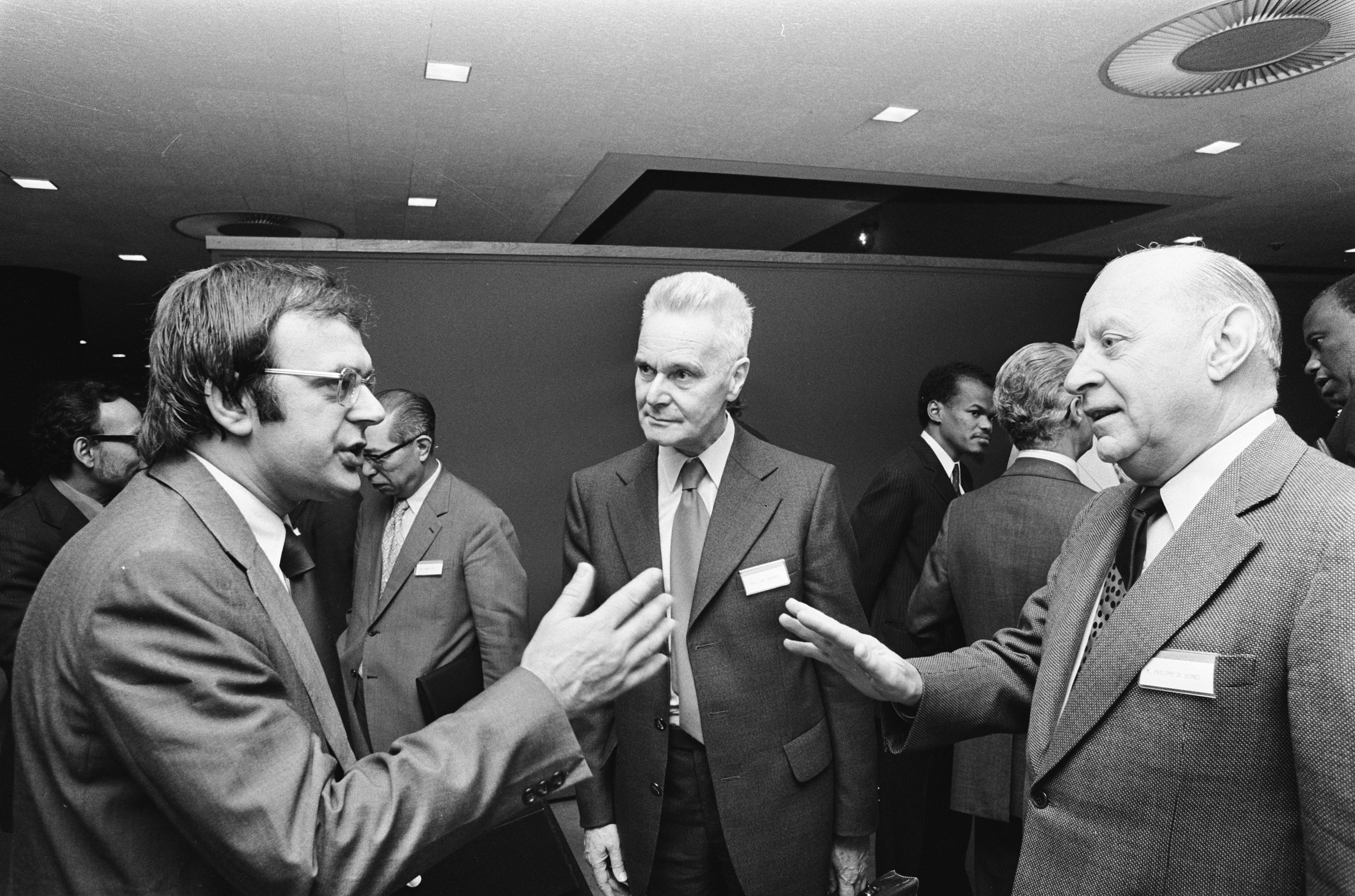
Ministro Pronk, Tinbergen e De Seynes em um simpósio de economia em Haia, 23 de maio de 1975

Para muitos, Jan Tinbergen tornou-se conhecido pela chamada 'Norma Tinbergen', frequentemente discutida muito depois de sua morte. Não há nenhum trabalho escrito de Tinbergen em que ele mesmo o declare formalmente. Em geral, acredita-se ser o princípio que, se a proporção entre a maior e a menor renda for superior a 5, torna-se desvantajoso para a unidade social envolvida. O próprio Tinbergen discutiu alguns aspectos técnicos de uma proporção de distribuição de renda de cinco para um em um artigo publicado em 1981. Além de detalhes sobre uma proporção de cinco para um, é verdade em geral que o grande tema de Tinbergen era distribuição de renda e a busca por uma ordem social ótima.
Tinbergen desenvolveu o primeiro modelo macroeconômico abrangente nacional, que ele desenvolveu pela primeira vez em 1936 para a Holanda, e mais tarde aplicado aos Estados Unidos e ao Reino Unido.
Em seu trabalho sobre modelagem macroeconômica e formulação de política econômica, Tinbergen classificou algumas quantidades econômicas como metas e outras como instrumentos. Metas são aquelas variáveis macroeconômicas que o formulador de políticas deseja influenciar, enquanto os instrumentos são as variáveis que o formulador de políticas pode controlar diretamente. Tinbergen enfatizou que atingir os valores desejados de um certo número de metas requer que o formulador de políticas controle um número igual de instrumentos. Isso é conhecido como Regra de Tinbergen.
A classificação de Tinbergen permanece influente hoje, subjacente à teoria da política monetária usada pelos bancos centrais. Muitos bancos centrais hoje consideram a taxa de inflação como sua meta; o instrumento de política que usam para controlar a inflação é a taxa de juros de curto prazo.
O trabalho de Tinbergen em modelos macroeconômicos foi posteriormente continuado por Lawrence Klein, contribuindo para outro Prêmio Nobel de Ciências Econômicas. Por suas contribuições culturais, ele recebeu o Gouden Ganzenveer em 1985.
A modelagem econométrica de Tinbergen levou a um debate animado com vários participantes conhecidos, incluindo John Maynard Keynes, Ragnar Frisch e Milton Friedman. O debate às vezes é chamado de debate Tinbergen.

## Publicações selecionadas
- Business Cycles in the United States, 1919–1932, Geneva, 1939 e Nova York, 1968
- Business Cycles in the United Kingdom, 1870–1914, Amsterdã, 1951
- On the Theory of Economic Policy. Second edition (1952) - Volume 1 of Contributions to Economic Analysis, Amsterdã: North-Holland.
- Centralization and Decentralization in Economic Policy, Amsterdã, 1954 ISBN 0-313-23077-3.
- Economic Policy: Principles and Design, Amsterdã, 1956
- The Element of Space in Development Planning (junto com L.B.M. Mennes e J.G. Waardenburg), Amsterdam, 1969
- The Dynamics of Business Cycles: A Study in Economic Fluctuations. Chicago: U of Chicago P, 1974. ISBN 0-226-80418-6.
- Der Dialog Nord-Süd: Informationen zur Entwicklungspolitik. Frankfurt am Main: Europ. Verlagsanstalt, 1977.
- Economic policy: Principles and Design. Amsterdam, 1978. ISBN 0-7204-3129-8.

Sobre Tinbergen
- Acocella, Nicola, Di Bartolomeo, Giovanni (2006), ‘Tinbergen and Theil meet Nash: controllability in policy games’, Em: ‘Economics Letters’, 90(2): 213–218.
- Acocella, Nicola, Di Bartolomeo, Giovanni e Hughes Hallett, A. [2010], ‘Policy games, policy neutrality and Tinbergen controllability under rational expectations’, Em: ‘Journal of Macroeconomics’, 32(1): 55–67.
- Acocella, Nicola Di Bartolomeo, Giovanni and Hughes Hallett, A. [2011], ‘Tinbergen controllability and n-player LQ-games’, Em: ‘Economics Letters’, 113: 32–4.
- Murshed, SM. 2021. "Reformulating Jan Tinbergen’s normative vision on welfare and security." Journal of Peace Research.